# Aquile in fuga
Aquile in fuga o Nel turbine imperiale (Diane - Die Geschichte einer Pariserin) è un film muto del 1929 diretto da Erich Waschneck, che fu prodotto e interpretato da Olga Tschechowa.

## Produzione
Il film fu prodotto dalla Tschechowa-Film GmbH (Berlin).

## Distribuzione
Distribuito dalla Bayerische Film, il film uscì nelle sale cinematografiche tedesche presentato in prima a Berlino il 23 aprile 1929. In Italia, dove venne distribuito dalla Tschechowa con il titolo Aquile in fuga o Nel turbine imperiale, il visto di censura 25062 fu approvato il 31 luglio 1929 e il film uscì in sala in una versione di 2.226 metri.